# Caparo T1
De Caparo T1 is een sportauto van het Britse merk Caparo. De auto is gebaseerd op een Formule 1 auto en is bedoeld als een betaalbare raceauto die toegelaten is voor de openbare weg. De eerste T1 werd halverwege 2007 afgeleverd.

## Exterieur
De T1 lijkt sterk op een Formule 1 wagen en beschikt dan ook over een dubbele voorvleugel, een achtervleugel en een diffuser. Bij 240 km/h genereert de carrosserie 875 kg downforce.

## Interieur
Het interieur is praktisch ingericht en biedt plaats aan twee personen. De passagiersstoel is schuin achter de bestuurder geplaatst om de breedte van de T1 te beperken. Zowel de bestuurder als de passagier beschikken over een zes-punts veiligheidsharnas.

## Motor
De motor in de T1 is een 3.5L V8 die 575 pk voortbrengt. Deze krachtbron geeft de T1 een pk/ton verhouding van 1045. De motor is gekoppeld aan een zesversnellingsbak die grotendeels uit magnesium bestaat.

## Prestaties
Als de auto is geprepareerd om minder downforce te genereren ligt de topsnelheid boven de 322 km/h en de tijd om van 0 naar 100 km/h te gaan onder de 2,5 seconden.

## Reviews
In de Top Gear aflevering van 11 november 2007 passeerde de T1 de tot dan toe snelste tijd van 1:17.6, gezet door de Koenigsegg CCX, met een tijd van 1:10.6. De T1 kwam echter niet op het powerboard vanwege het feit dat de T1 volgens presentator Jeremy Clarkson niet in staat is om over een snelheidsdrempel te komen. Caparo reageerde hierop met de opmerking dat de testauto waar Top Gear mee reed niet was uitgerust met een in hoogte verstelbare neus. De productiemodellen zouden hier echter wel over beschikken.